# 浜城区
浜城区（ひんじょう-く）は中華人民共和国山東省浜州市に位置する市轄区。

## 行政区画
- 街道：市中街道、市西街道、北鎮街道、市東街道、彭李街道、小営街道、浜北街道、梁才街道、杜店街道、沙河街道、里則街道、青田街道
- 鎮：三河湖鎮、楊柳雪鎮
- 郷：秦皇台郷